# Davis-Douglas Cloudster
Die Davis-Douglas Cloudster war das einzige Flugzeug des US-amerikanischen Herstellers Davis-Douglas. Der einmotorige Doppeldecker wurde gebaut, um mit ihm den ersten Non-Stop-Flug quer durch die USA zu versuchen.

## Geschichte
Im Juni 1920 begann Donald Wills Douglas zuerst allein in einem Hinterzimmer eines Friseursalons mit dem Entwurf der Cloudster. Bald darauf stieß sein Partner David R. Davis dazu und fünf Monate darauf weitere fünf frühere Kollegen von Douglas von der Glenn L. Martin Company: George Borst, Ross Elkins, James Goodyear, Henry Guerin und George Strompf.
In Los Angeles begann man mit dem Bau der Maschine im zweiten Stock eines Speichers der Koll Planing Mill. Nach der Fertigstellung wurden Rumpf, Flügel und Leitwerk per LKW zum Goodyear Field gebracht, in dessen Luftschiffhangar die Cloudster zusammengebaut wurde.
Das Flugzeug erhielt die Seriennummer 100 (eine kleinere verwendete Douglas nicht), und im Frühjahr 1921 war sie fertiggestellt. Kurz darauf unternahm Eric Springer den ersten kurzen „Hüpfer“, der aber mit einer Bruchlandung endete. Nach der Reparatur erfolgte dann am 24. Februar 1921 der eigentliche Erstflug, der 30 Minuten dauerte. Am 19. März 1921 erreichte die Cloudster eine Höhe von 5840 Meter.

### Der Rekordversuch
Anfang Juni war man bereit, die USA zu durchqueren. Der Flug sollte auf dem March Field in Riverside (Kalifornien) beginnen und auf dem Curtiss Field auf Long Island (New York) enden.
Das Flugzeug wurde betankt, und in den frühen Morgenstunde wollte man starten, doch es kam Nebel auf. Als sich am 27. Juni 1921, nach mehreren Tagen der Nebel aufklärte, starteten Springer und Davis um 6:00 Uhr in der Frühe. Am Mittag befanden sie sich in 1830 m Höhe über Tucson, Arizona. Weiter ging es nach El Paso, Texas das sie um 15:45 Uhr erreichten. Doch bald fiel das Triebwerk durch einen Schaden der Ventilsteuerung aus. Es erfolgte eine Notlandung in Fort Bliss, Texas.

### Spätere Nutzung
Drei Wochen später war die Maschine repariert und kehrte zum March Field zurück, wo sie für einen neuen Versuch vorbereitet werden sollte. In dieser Zeit verlor David Davis das Interesse an dem Projekt, und das kleine Team begann am DT-Projekt zu arbeiten.
Nachdem am 2./3. Mai 1923 Leutnant Kelly und Maccready in einer Fokker T-2 des United States Army Air Service den ersten erfolgreichen Langstreckenflug von New York City nach San Diego durchgeführt hatten, verkaufte man die Cloudster an T. Kinney und B. Brodsky, die sie für Rundflüge über dem Badeort Venice, Kalifornien verwenden wollten. Dafür wurde es modifiziert und konnte nun fünf Passagiere in offenen Sitzen aufnehmen. Die vorderen zwei Passagierbereiche befanden sich dort, wo ursprünglich die Treibstofftanks montiert waren. In diesen beiden Abteilen konnten später sogar je vier Passagiere untergebracht werden, also insgesamt 10 Personen, was sich aber als nicht sonderlich erfolgreich erwies. 1925 wurde die Maschine an T. Claude Ryan verkauft, der sie für Passagierflüge auf der Strecke Los Angeles – San Diego einsetzen wollte. Während einer Landung wurde das Flugzeug auf einem dieser Flüge beschädigt.
Douglas reparierte den Flügel und Ryan baute die Maschine nun mit einer geschlossenen Passagierkabine um. Je fünf Personen saßen in einer Reihe mit einem Mittelgang. Auch die Abgasanlage wurde modifiziert. Nach dem Umbau wurden die Passagierflüge zwischen Los Angeles und San Diego wieder aufgenommen. Später wurde die Maschine für die sogenannten „Biertransporte“ eingesetzt.
Weihnachten 1926 verunglückte der Pilot J.J. Harrigan, als er eine Notlandung auf dem Strand von Ensenada, Baja California versuchte. Die Maschine kam jedoch dem Wasser nahe und er konnte sie nicht mehr stoppen, so dass die Cloudster ins Wasser rutschte. Der Pilot und sein Passagier konnten sich unverletzt aus der Maschine retten.

## Konstruktion
Die Cloudster war ein einmotoriger Doppeldecker mit einem 400-PS-Liberty-Motor. Der Vorderrumpf war in Holzbauweise konstruiert und erhielt eine Verkleidung aus Furnierholz. Hier wurde das Triebwerk und der Kühler eingebaut, dessen unterer Teil aus dem Rumpf ragte. Der Hinterteil des Rumpfs, das Leitwerk und die Flügel waren aus Holz und mit Stoff bespannt. Hinter den Triebwerk befanden sich zwei Treibstofftanks, die zusammen 2.498 Liter fassten, was für eine Strecke von 4500 km reichen sollte. Der Öltank fasste 189 Liter. Die Maschine hatte zwei offene Pilotensitze, die hinter den Tragflächen lagen.

## Technische Daten

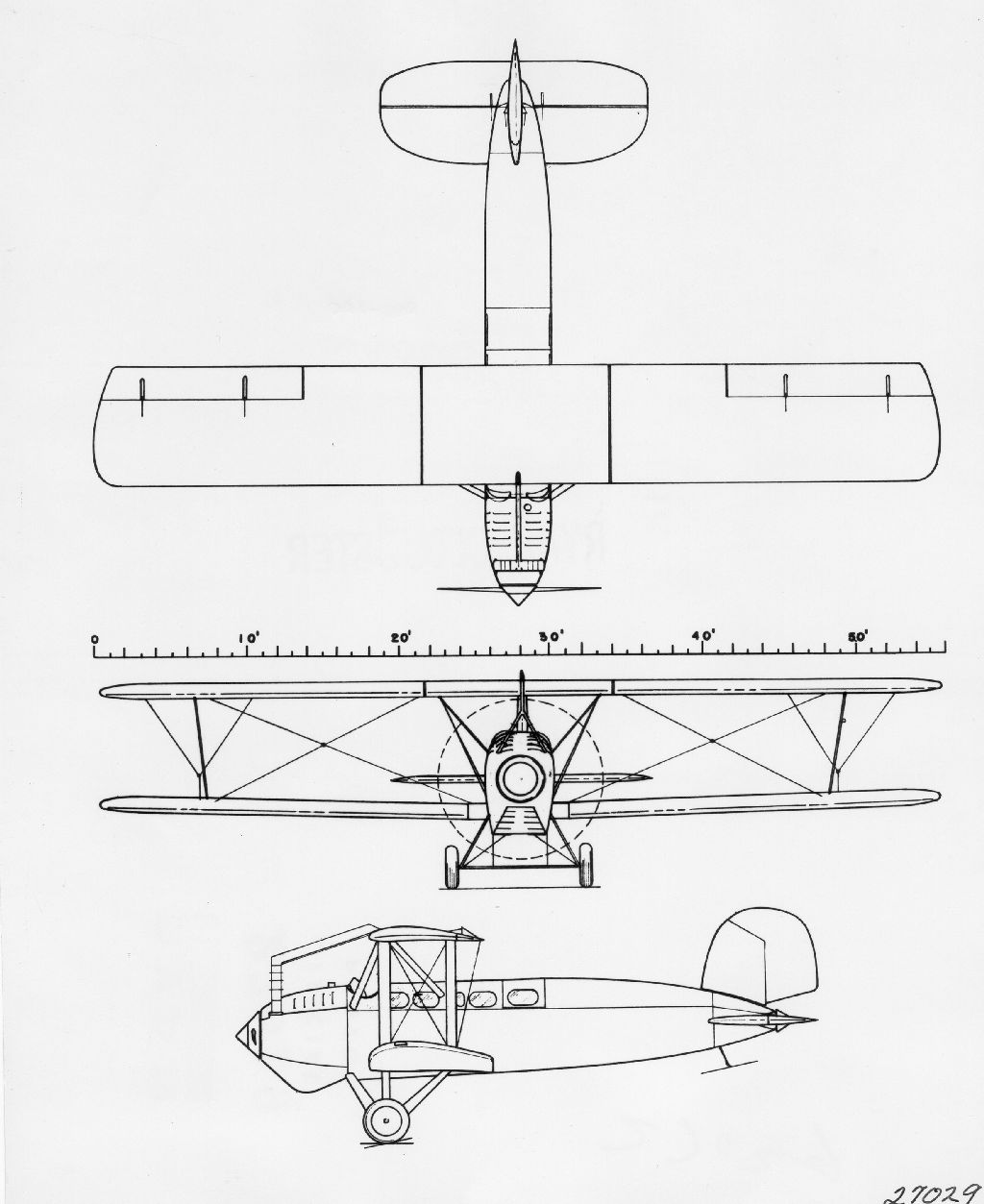
Dreiseitenansicht der Passagiervariante

| Kenngröße             | Daten                                                    |
| --------------------- | -------------------------------------------------------- |
| Besatzung             | 2, nach Umbau 1                                          |
| Passagiere            | 0, nach Umbau 10                                         |
| Länge                 | 11,20 m                                                  |
| Spannweite            | 17,04 m                                                  |
| Höhe                  | 3,66 m                                                   |
| Startmasse            | 4354 kg                                                  |
| Reisegeschwindigkeit  | 137 km/h                                                 |
| Höchstgeschwindigkeit | 193 km/h                                                 |
| Flugdauer             | 3 h                                                      |
| Reichweite            | 885 km (für Langstreckenrekord 4505 km)                  |
| Triebwerk             | ein 12-Zylinder-V-Motor Liberty L-12 mit 400 PS (294 kW) |
| Leistungsbelastung    | 10,9 kg/PS                                               |